# Englische Frauen-Cricket-Nationalmannschaft in Neuseeland in der Saison 2011/12
Die Tour der englischen Cricket-Nationalmannschaft nach Neuseeland in der Saison 2011/12 fand vom 11. Februar bis zum 5. März 2012 statt. Die internationale Cricket-Tour war Bestandteil der Internationalen Cricket-Saison 2011/12 und umfasste drei WODIs und fünf WTwenty20s. England gewann die WODI-Serie 3–0 und die WTwenty20-Serie 4–0.

## Vorgeschichte
Neuseeland spielte zuvor eine Tour in Australien, England in Südafrika. Das letzte Aufeinandertreffen der beiden Mannschaften bei einer Tour fand in der Saison 2010 in England statt.

## Stadien
Das folgende Stadion wurde für die Tour als Austragungsort vorgesehen.
| Stadion                     | Stadt        | Kapazität | Spiele       |
| --------------------------- | ------------ | --------- | ------------ |
| Eden Park                   | Auckland     | 50.000    | 3. WT20      |
| Seddon Park                 | Hamilton     | 10.000    | 2. WT20      |
| Queens Park                 | Invercargill |           | 4. & 5. WT20 |
| Bert Sutcliffe Oval         | Lincoln      |           | 1. – 3. WODI |
| Wellington Regional Stadium | Wellington   | 34.500    | 1. WT20      |

## Kaderlisten
England benannte seinen Kader am 29. November 2011. 
Neuseeland benannte seinen Kader am 2. Februar 2012.
| WODI | WODI | WTwenty20 | WTwenty20 |
| Neuseeland | England | Neuseeland | England |
| --- | --- | --- | --- |
| - Suzie Bates (K) - Sara McGlashan - Amy Satterthwaite - Liz Perry - Katey Martin (wk) - Kate Ebrahim - Morna Nielsen - Lea Tahuhu - Rachel Candy - Lucy Doolan - Anna Peterson - Sian Ruck | - Charlotte Edwards (K) - Laura Marsh - Sarah Taylor (wk) - Lydia Greenway - Arran Brindle - Tammy Beaumont - Jenny Gunn - Anya Shrubsole - Danielle Hazell - Georgia Elwiss - Heather Knight - Danielle Wyatt | - Suzie Bates (K) - Sara McGlashan - Amy Satterthwaite - Liz Perry - Frances Mackay - Katey Martin (wk) - Kate Ebrahim - Morna Nielsen - Lea Tahuhu - Sian Ruck - Rachel Candy - Lucy Doolan - Anna Peterson | - Charlotte Edwards (K) - Laura Marsh - Sarah Taylor (wk) - Lydia Greenway - Arran Brindle - Tammy Beaumont - Jenny Gunn - Danielle Wyatt - Anya Shrubsole - Danielle Hazell - Susie Rowe - Georgia Elwiss - Isa Guha - Heather Knight - Beth Morgan |

## Tour Match
| 11. Februar Scorecard | Lincoln | England 292-9 (50)           | – | New Zealand Emerging Players Women 111 (49.2) |
|                       |         | England gewinnt mit 181 Runs |   |                                               |

| 13. Februar Scorecard | Lincoln | New Zealand Emerging Players Women 86-6 (20) | – | England 87-2 (12.4) |
|                       |         | England gewinnt mit 8 wickets                |   |                     |

| 14. Februar Scorecard | Lincoln | England 140-8 (20)          | – | New Zealand Emerging Players Women 86-5 (20) |
|                       |         | England gewinnt mit 54 Runs |   |                                              |

## Women’s Twenty20 Internationals

### Erstes WTwenty20 in Wellington
| 17. Februar Scorecard | Wellington | Neuseeland 80-9 (20)          | – | England 81-4 (17.4) |
|                       |            | England gewinnt mit 6 Wickets |   |                     |

England gewann den Münzwurf und entschied sich als Feldmannschaft zu beginnen. Als Spielerin des Spiels wurde Anya Shrubsole ausgezeichnet.

### Zweites WTwenty20 in Hamilton
| 19. Februar Scorecard | Hamilton | England 166-7 (20)          | – | Neuseeland 118 (19.2) |
|                       |          | England gewinnt mit 48 Runs |   |                       |

Neuseeland gewann den Münzwurf und entschied sich als Feldmannschaft zu beginnen. Als Spielerin des Spiels wurde Laura Marsh ausgezeichnet.

### Drittes WTwenty20 in Auckland
| 22. Februar Scorecard | Auckland | England 108-6 (20)                       | – | Neuseeland 90-7 (18.5) |
|                       |          | England gewinnt mit 10 Runs (D/L method) |   |                        |

Neuseeland gewann den Münzwurf und entschied sich als Feldmannschaft zu beginnen. Als Spielerin des Spiels wurde Jenny Gunn ausgezeichnet.

### Viertes WTwenty20 in Invercargill
| 22. Februar Scorecard | Invercargill | England  | – | Neuseeland |
|                       |              | Abgesagt |   |            |

Spiel wurde auf Grund von Regenfällen abgesagt.

### Fünftes WTwenty20 in Invercargill
| 26. Februar Scorecard | Invercargill | Neuseeland 109-6 (20)         | – | England 110-5 (18.5) |
|                       |              | England gewinnt mit 5 Wickets |   |                      |

Neuseeland gewann den Münzwurf und entschied sich als Feldmannschaft zu beginnen. Als Spielerin des Spiels wurde Jenny Gunn ausgezeichnet.

## Women’s One-Day Internationals

### Erstes WODI in Lincoln
| 1. März Scorecard | Lincoln | Neuseeland 233-6 (50)         | – | England 234-5 (48.2) |
|                   |         | England gewinnt mit 5 Wickets |   |                      |

England gewann den Münzwurf und entschied sich als Feldmannschaft zu beginnen. Als Spielerin des Spiels wurde Laura Marsh ausgezeichnet.

### Zweites WODI in Lincoln
| 3. März Scorecard | Lincoln | England 219-6 (26/26)       | – | Südafrika 219 (26/26) |
|                   |         | England gewinnt mit 55 Runs |   |                       |

Neuseeland gewann den Münzwurf und entschied sich als Feldmannschaft zu beginnen. Als Spielerin des Spiels wurde Charlotte Edwards ausgezeichnet.

### Drittes WODI in Lincoln
| 5. März Scorecard | Lincoln | Neuseeland 220 (48.4)         | – | England 222-4 (42.4) |
|                   |         | England gewinnt mit 6 Wickets |   |                      |

Neuseeland gewann den Münzwurf und entschied sich als Schlagmannschaft zu beginnen. Als Spielerin des Spiels wurde Sarah Taylor ausgezeichnet.

## Auszeichnungen

### Player of the Series
Als Player of the Series wurden der folgende Spieler ausgezeichnet.
| Serie | Player of the Series |
| ----- | -------------------- |
| WODI  | Anya Shrubsole       |
| WT20  | –                    |

### Player of the Match
Als Player of the Match wurden die folgenden Spielerinnen ausgezeichnet.
| Spiel   | Player of the Match |
| ------- | ------------------- |
| 1. ODI  | Laura Marsh         |
| 2. ODI  | Charlotte Edwards   |
| 3. ODI  | Sarah Taylor        |
| 1. WT20 | Anya Shrubsole      |
| 2. WT20 | Laura Marsh         |
| 3. WT20 | Jenny Gunn          |
| 4. WT20 | –                   |
| 5. WT20 | Anya Shrubsole      |